# Réserve naturelle de Refsnes
La Réserve naturelle de Refsnes  est une réserve naturelle norvégienne qui est située dans le municipalité de Moss, dans le comté d'Østfold.

## Description
La réserve naturelle de 0,22 km2 est située sur le littoral ouest de l'île de Jeløya. C'est principalement une falaise et une zone forestière.
Le but était de protéger une zone de forêt de feuillus. La réserve, créée en 1981, a été étendue le 16 avril 2010 et comprend désormais une grande variété de types de forêts. Le socle rocheux est constitué de basalte et de porphyre rhombique. Dans les zones les plus escarpées, il y a très peu de matériaux meubles, tandis qu'en dessous, ils sont abondants. Ici, il y a à la fois une forêt d'ormes et de tilleuls, une forêt d'aulnes gris et une frange étroite de forêt de plages d'aulnes noirs vers la mer. Le chêne d'été et d'autres espèces d'arbres se trouvent par endroits. Sur le versant nord, où l'effet solaire est moins intense, il y a plus de pins sylvestres et de bouleaux pubescents.
Lors d'une enquête en 2006, 222 espèces de champignons différentes ont été trouvées, dont cinq ont été inscrites sur la liste rouge et vingt qui n'avaient pas été trouvées auparavant à Østfold.
Il existe de nombreux sentiers bien utilisés dans la région.